# Nuenen, Gerwen en Nederwetten

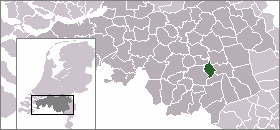
läge i Noord-Brabant

Nuenen, Gerwen en Nederwetten är en kommun i provinsen Noord-Brabant i Nederländerna. Kommunens totala area är 34,11 km² (där 0,23 km² är vatten) och invånarantalet är 22 539 invånare (1 februari 2012).